# 日下辰太

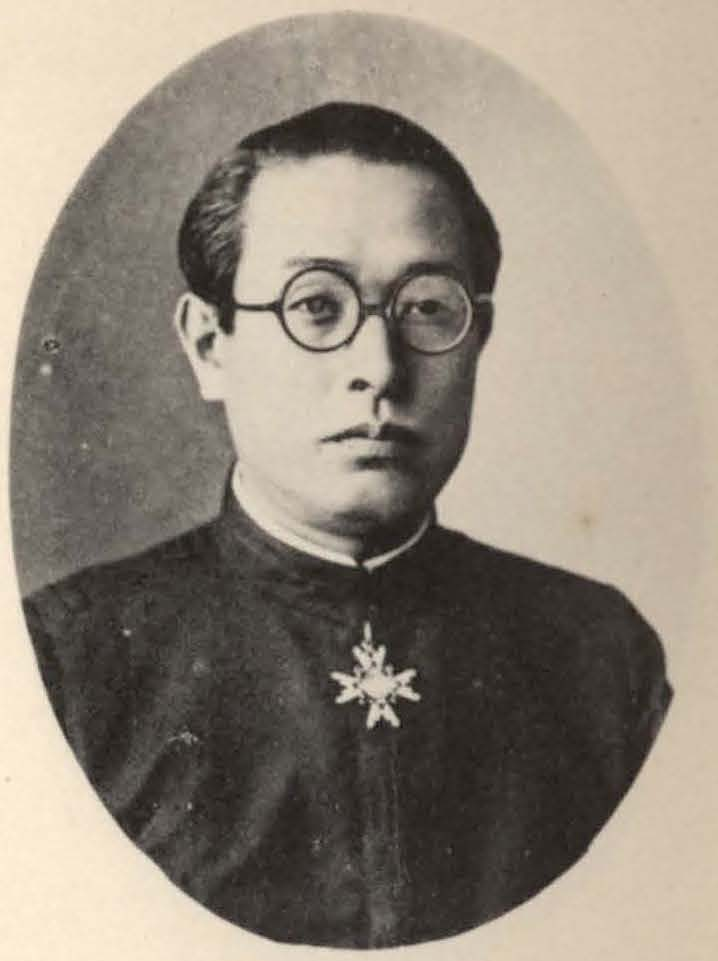
日下辰太

日下辰太（1890年11月19日—？），東京帝國大學畢業，為日本昭和前期之台灣日治時期政府官員，他於1935年奉令接替竹下豐次擔任台灣台中州知事。管轄今台中市、台中縣、彰化縣、南投縣等區域。
| 前任： 竹下豐次 | 台中州知事 1935年上任 | 繼任： 松崗一衛 |